# 伊万·伊利乔夫
伊万·伊万诺维奇·伊利乔夫（俄语：Иван Иванович Ильичёв，1905年8月14日—1983年9月2日），苏联情报部门官员，外交官。中将（1942年）。

## 生平
1905年生。卡盧加省納沃洛基人。农民家庭出身。1924年至1929年在卡盧加省和斯摩棱斯克省各地担任共青团书记。1925年加入联共（布）。1929年被调到工农红军，担任政治委员。1938年毕业于列宁格勒托尔马切夫军事政治学院。1942年8月至1945年7月的苏德战争期间担任苏联国防人民委员部情报总局局长。1948年移至外交部工作。1949年至1952年担任苏联管制委员会副政治顾问。1952年至1953年担任苏联驻东德大使。1953年至1956年担任苏联驻奥地利大使，参与签署《奥地利国家条约》。1956年担任外交部斯堪的纳维亚国家事务司司长，1956年至1966年担任外交部第三欧洲司司长。1966年至1968年担任驻丹麦大使。1975年退休。1983年去世。